# 澤木站

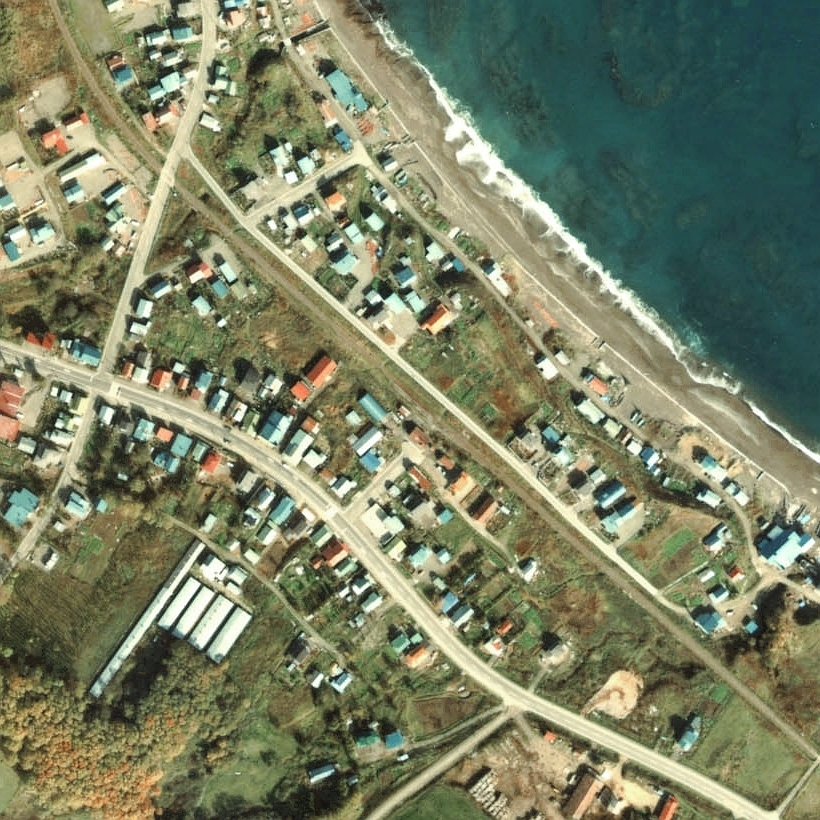
1978年的澤木站與方圓約500米範圍。左上方是雄武方向。圖中可看見一座短的島狀單式月台。日之出岬位於上方，南邊設有小漁港。

澤木站（日语：／ Sawaki eki */?）是位於北海道紋別郡雄武町字澤木，日本國有鐵道（國鐵）的興濱南線車站（廢站）。隨著興濱南線廢線，車站在1985年（昭和60年）7月15日廢除。

## 歷史
- 1935年（昭和10年）9月15日 - 鐵道省興濱南線 興部站至雄武站之間開通，此站啟用。當時為一般車站。
- 1944年（昭和19年）11月1日 - 興濱南線指定為不要不急線，因此車站暫停營業。
- 1945年（昭和20年）12月5日 - 車站重開。
- 1949年（昭和24年）6月1日 - 日本國有鐵道成立，成為日本國有鐵道車站。
- 1978年（昭和53年）12月1日 - 結束處理貨物和行李，成為無人車站。
- 1985年（昭和60年）7月15日 - 興濱南線全線廢除，此站也廢除。

## 車站構造
截至車站廢除前，車站是一座地面車站，設有1面1線的單式月台。月台位於路軌西北方（雄武方向的列車會開啟左邊車門）。在雄武一方設有路軌分支，連接1條車站大樓旁邊的側線線|側線]]。月台本來是一座島式月台，當時計劃在興濱線全線開通之際，車站可進行列車交會而事前預留位置。
此站是無人車站。車站大樓位於站內西南方，月台與大樓設有通道連接。在有人車站時代，車站大樓進行翻新。與渚滑線下渚滑站和興濱北線豐牛站屬相同款式。在翻新時，月台在路軌未敷設一方的位置變更了。

## 站名的由來
車站名稱取自所在地名。地名源自阿伊努語為「サラキ」（葦）或「サマケ」（旁邊的場所）等，有各種說法。

## 車站周邊
- 國道238號（日语：国道238号）
- 北海道道883號宇津澤木線（日语：北海道道883号宇津沢木線）
- 雄武町立澤木小學
- 澤木郵局
- 日之出岬 - 車站北邊約1.5公里[1]。
- 北紋巴士（日语：北紋バス）「澤木」巴士站

## 現況
截至2000年（平成12年），車站遺址建設了小公園，站內還遺留了站名牌和名勝資訊。此外，前往雄武（日之出岬）的路軌遺址變成了道路。截至2010年（平成22年）也是同樣。截至2016年（平成28年）4月，站名牌和名勝資訊已經撤走。

## 相鄰車站
日本國有鐵道
興濱南線
興部－澤木－（元澤木臨時乘降場）－榮丘

## 注腳
1. 1 2 3 4 5 6  宮脇俊三 (编). . 原田勝正. 小學館. 1983-7: 214. ISBN 978-4093951012 （日语）.
2. 1 2  宮脇俊三 (编). . JTB Can Books. JTB出版. 1999-12: 33. ISBN 978-4533033766 （日语）.
3. ↑  今尾惠介 (编). . JTBパブリッシング. 2010-3: 25. ISBN 978-4533078583 （日语）.